# Радянський архів
«Радянський архів» — історико-архівознавчий журнал, присвячений проблемам історії, теорії та практики архівного будівництва, архівознавства та археографії. Офіційний орган Центрального архівного управління УРСР.

## Історія
Виник 1931 року на базі журналу «Архівна справа». Видавався у Харкові до 1932 року, коли на основі журналу і «Бюлетеня Центрального архівного управління УРСР» було започатковано інший часопис — «Архів Радянської України».
За весь час вийшло 6 номерів у 5 книгах.